# 渡邉睦月
渡邉 睦月（わたなべ むつき、1971年1月9日 - ）は、日本の脚本家。
茨城県出身。専修大学文学部卒業、同大学院国文学専攻修士課程修了。血液型B型。

## 略歴
社団法人シナリオ作家協会のシナリオ講座修了後、シナリオライターとなる。
世田谷文学賞、大伴昌司賞・佳作奨励賞、テレビ朝日21世紀新人シナリオ大賞優秀賞受賞。
『ケータイ刑事 銭形シリーズ』は『ケータイ刑事 銭形愛』からずっと手がけている。ケータイ刑事シリーズに度々登場して、歴代のケータイ刑事と推理合戦を繰り広げている最年少検事である多摩川ドイルは、渡邉睦月脚本では欠かせない名物キャラクターである。
この多摩川ドイルは、『名探偵コナン』の主人公・江戸川コナンのパロディキャラだが、それを本家本元の関係者に買われたのか、2006年10月2日に放映された、江戸川コナンになる前の工藤新一が活躍する一エピソード的実写版ドラマ『名探偵コナン10周年ドラマスペシャル「工藤新一への挑戦状〜さよならまでの序章（プロローグ）〜」』の脚本に抜擢された。そして、その1年後の2007年12月17日に放映された続編『名探偵コナンドラマスペシャル第2弾「工藤新一の復活! 黒の組織との対決」』にも再び起用された。

## 作品

### テレビドラマ
- 教習所物語 （2000年、TBS）
- 世界で一番熱い夏 （2001年、TBS）
- 太陽の季節 （2002年、TBS）
- あした吹く風 （2002年、BS-i）
- ケータイ刑事 銭形シリーズ （BS-i）
  - ケータイ刑事 銭形愛 （2002年 - 2003年）
  - ケータイ刑事 銭形舞 （2003年）
  - ケータイ刑事 銭形泪 （2004年）
  - ケータイ刑事 銭形零 （2004年 - 2005年）
  - ケータイ刑事 銭形雷 （2006年）
- 恋する日曜日「ウェディングベル」「もう一度夜を止めて」「夢で逢えたら」「STILL I'M IN LOVE WITH YOU」「DOWN TOWN」「終章」「ダイアリー」「丘を越えて 〜Maybe Tomorrow」「ゆらゆら 〜バカンスはいつも雨」「猫」 （2003年、BS-i）
- 逃亡者 RUNAWAY （2004年、TBS）
- 怪談スペシャル 100 tales of horror （2005年、フジテレビ）
- 日本のシンドラー杉原千畝物語 六千人の命のビザ （2005年、読売テレビ）
- 輪舞曲 （2006年、TBS）
- タイヨウのうた （2006年、TBS）
- 名探偵コナン10周年ドラマスペシャル「工藤新一への挑戦状〜さよならまでの序章（プロローグ）〜」 （2006年、日本テレビ）
- 生徒諸君! （2007年、テレビ朝日）
- ドリーム☆アゲイン（2007年、日本テレビ）
- 名探偵コナンドラマスペシャル第2弾「工藤新一の復活! 黒の組織との対決」（2007年、日本テレビ）
- 恋空（2008年、TBS）
- リセット（2009年、読売テレビ）
- チャレンジド（2009年、NHK）
- ハンチョウ〜神南署安積班〜 シリーズ3（2010年、TBS）
- 幻夜（2010年 - 2011年、WOWOW）
- シリーズ激動の昭和 総理の密使〜核密約42年目の真実〜（2011年、TBS）
- 棘の街（2011年、朝日放送）
- 三匹のおっさん2〜正義の味方、ふたたび!!〜（2015年、テレビ東京）
- 一路（2015年、NHK BSプレミアム）
- 螢草 菜々の剣（2019年、NHK BSプレミアム）

### 映画
- 君のままで （2003年 ギャガ・コミュニケーションズ）
- 怪談新耳袋 劇場版 幽霊マンション（2005年、スローラーナー）
- 恋空（2007年、東宝）
- 東京少年（2008年、エム・エフボックス）

## 著書

### 小説
- 100eggs（2009年6月24日、幻冬舎、ISBN 978-4-344-01698-9）